# Ричард Скруп
Ричард Скруп (англ. Richard Scrope; умер до 1166) — английский землевладелец в Северном Линкольншире и Восточном райдинге Йоркшира, самый ранний из достоверно известных представителей рода Скрупов. Он находился на службе у Гилберта де Ганта, графа Линкольна и был женат на сестре его жены.

## Происхождение
Считается, что род Скрупов имел нормандское происхождение. В 1385 году сэр Роберт Гровенор, рыцарь из Чешира, пытался оспорить право сэра Ричарда Скрупа использовать на гербе лазурь. В результате состоялся судебный процесс, сохранившийся в анналах истории английской аристократии. На нём опрашивались свидетели, чтобы прояснить происхождение Скрупа, однако мало кто мог сообщить подробности происхождения рода; многие из них просто заявили, что родословная Скрупов восходит к Нормандскому завоеванию Англии. Однако каких-то доказательств такого происхождения не существует. Самая ранняя генеалогия рода была составлена в XVII веке, но утверждения о том, что род известен со времён завоевания, больше говорят о том, что представители рода верили в благородное происхождение.
В XIX веке разные исследователи пытались составить генеалогию рода. Первым такую попытку предпринял в 1832 году сэр Николас Харрис Николас в труде «Scrope and Grosvenor Roll». Задача исследователя усложнялась тем, что представители двух ветвей Скрупов, из Болтона и Мэшема, использовали одинаковые имена. Кроме того, о роде сохранились достаточно скудные свидетельства. Бриджит Вейл, которая проводила исследование по истории рода Срупов, итогом которой стала защищённая в 1987 году докторская диссертация, отмечает, что, несмотря на свои достоинства, работа сэра Николаса содержит некоторые генеалогические ошибки, связанные с чрезмерной зависимости работы от показаний ненадёжных свидетелей. Так родоначальником Скрупов назывался Ричард Скроб, владевший во второй половине XI века землями в Шропшире и Херефорде. Это мнение было опровергнуто сэром Чарльзом Клеем, который указал, что никто из потомков Ричарда не носил родовое прозвание Скроб; кроме того, по его мнению не существует каких-то установленных связей между этим родом и семьёй Скрупов. Исследователь фактически доказал, что представители рода Скрупесов (англ. Scrupes) или Крупесов (англ. Crupes), имевшие владения в Глостершире, Беркшире и Оксфордшире, не могут быть связаны, как предполагал сэр Николас, с родом Скрупов, имевшим владения в Линкольншире и Йоркшире.

## Биография
Судя по всему, Ричард был арендатором и членом домашнего хозяйства Гилберта де Ганта, графа Линкольна. Он был свидетелем ряда хартий графа, датированных 1139—1147 годами.
Ричард достаточно выгодно женился на Агнес де Клер, дочери Ричарда Фиц-Гилберта де Клера, барона Клера из Торнбриджа, сестре Рохезы де Клер, жены Гилберта де Ганта. Этот брак подтверждается хартией, датированной 1184/1185 годом, согласно которой графиня Алиса де Гант, дочь графа Гилберта и Рохезы, подтвердила дарение поместья Бартон-апон-Хамбаре своему двоюродному брату Роберту Скрупу, сыну Ричарда и Агнес.
Ричард умер до 1166 года, когда его сын и наследники Роберт показан владельцем рыцарского фьефа.
Бриджин Вейл считает, что братом Ричарда был Хью Скруп, который также находился на службе у Гилберта де Ганта и владел 1 запашкой в Бартоне. Кэтрин Китс-Роэн же считает этого Хью сыном Ричарда.

## Брак и дети
Жена: Агнес де Клер, дочь Ричарда Фиц-Гилберта де Клера, барона Клера из Торнбриджа, и Алисы Честерской. Дети:
- Роберт Скруп (умер 1190)[К 2], владелец поместий Бартон-апон-Хамбар (Северный Линкольншир) и Флотманби (Восточный райдинг Йоркшира)[2][3][4].

Также не исключено, что детьми Роберта были свидетели хартии 1184/1185 года графини Алисы:
- Хью Скруп (умер после 1184/1185)[4].
- Джоселин Скруп (умер после 1184/1185)[4].
- Ричард Декан Скруп (умер после 1184/1185)[4].
- Джон Скруп (умер после 1184/1185)[4].